# Mughiphantes vittatus
Mughiphantes vittatus är en spindelart som först beskrevs av Sergei Aleksandrovich Spassky 1941.  Mughiphantes vittatus ingår i släktet Mughiphantes och familjen täckvävarspindlar. Inga underarter finns listade i Catalogue of Life.